# Kaiser Pauls Tod
Kaiser Pauls Tod (russisch Павел I, wörtlich Paul I.) ist eine 1908 erschienene Tragödie in fünf Akten von Dmitri Mereschkowski. Zusammen mit den Romanen Alexander I. (1912) und Der vierzehnte Dezember (1918) bildet das Drama die Trilogie „Das Reich der Bestie“.

## Inhalt

### Erster Akt

#### Erstes Bild
Der Zar Paul I. schikaniert seine Truppen wegen kleinster Kleinigkeiten. Ein Feldwebel wird zu Tode geprügelt, weil sein Perückenzopf angeblich um zwei Zoll zu kurz ist. Alexander und Konstantin (die beiden Söhne Pauls) und die Militärs sind verzweifelt. Um ihren Vater zu besänftigen, überbringen ihm die Söhne einen Brief von der Fürstin Gagarin. Paul ist in sie verliebt und ihre Zeilen besänftigen ihn und lassen ihn alle Strafbefehle des Tages annullieren.

#### Zweites Bild
In der Unterredung mit seiner Frau Elisabeth macht Alexander deutlich, dass er nicht Kaiser zu werden gedenkt. Er schwärmt von den Schriften Rousseaus und Voltaires, so wie seine Großmutter, Katharina II. – Sein Vater Paul tritt auf und rügt ihn wegen seiner Lektüren, schließlich habe die philosophische Freiheit zum Sturz der französischen Monarchie und Ermordung des dortigen Königs geführt. Nachdem Paul abgetreten ist, erscheint der Militärgouverneur Graf Pahlen. Er gehört zu den Verschwörern, die Paul absetzen und Alexander an seiner statt inthronisieren wollen, aber Alexander zögert. Auch dessen Frau Elisabeth drängt ihn zum Handeln.

### Zweiter Akt
Bei einem Konzertabend taucht Paul offen mit seiner Geliebten Anna auf. Graf Pahlen unterhält sich derweil mit Pauls Gemahlin, Maria Feodorowna. Laut Zeitungsberichten möchte es Paul angesichts der tobenden Revolutionskriege mit allen anderen Herrschern Europas aufnehmen. Gleichzeitig trifft ein Bote aus Paris ein, der Paul den Eindruck vermittelt, Frankreich sei „zur Vernunft“ gekommen, da das Volk statt der Ideale Freiheit – Gleichheit – Brüderlichkeit nunmehr dem neuen Herrscher Napoleon huldigte. Der Jesuitenpater Gruber wiederum versucht Paul davon zu überzeugen, die Macht des Papstes anzuerkennen, worauf Paul erbost antwortet, dass er der russische „Caesar-Papst“, der „Zar-Priester“ sei. Um seine Macht zu demonstrieren, lässt er sich seinen neuen Krönungsmantel anlegen. All diese widersprüchlichen Geschehnisse werden von den Umstehenden beobachtet. Maria Feodorowna möchte den Leibarzt Rogerson einschalten, da sie sich Sorgen um den geistigen Zustand ihres Mannes macht. Durch einen falschen Alarm treffen bewaffnete Truppen im Palast ein. Im Gespräch mit Paul schwören ihm seine Soldaten unbedingte Treue.

### Dritter Akt
Paul hat seine Söhne arrestieren und sie ihren Treueeid erneuern lassen. Graf Pahlen berichtet von den Kriegserklärungen gegenüber fünf oder sechs europäischen Mächten sowie Pauls Befehl, Indien zu erobern und den Engländern zu entreißen. Alle sind überzeugt, dass Paul verrückt geworden ist. Paul sucht eine Unterredung mit Graf Pahlen. Dieser gesteht ihm, Kopf der Verschwörung gegen ihn zu sein, aber nur, damit er die Verschwörer aufhalten könne. Er präsentiert Paul eine Liste der Mitverschworenen, einschließlich der Zarensöhne. Pahlen gelingt es, Vollmachten von Paul zu erlangen, um dessen Leben zu schützen. Direkt nach diesem Gespräch trifft sich Pahlen mit Alexander, dem er versichert, sein Vater wolle ihn erschießen lassen. Unter Verweis auf Pauls Unvernunft und Despotismus nötigt er dem zögerlichen Alexander eine Unterschrift unter einem Manifest ab, das die Abdankung des Zaren und seine eigene Thronbesteigung bekannt gibt.

### Vierter Akt

#### Erstes Bild
In General Talysins Wohnung haben sich mehr als 40 Verschworene versammelt. Nach hitzigen Diskussionen über die Vorzüge von unumschränkter Selbstherrschaft des Zaren und einer auf einer Konstitution basierenden Herrschaft verliest Talysin die Entsagungserklärung, die sie dem Zaren zur Unterschrift vorlegen wollen. Es entbrennt eine Diskussion darüber, was zu tun sei, wenn Paul sie nicht unterschreibt. Mit dem Ruf „Tod dem Tyrannen!“ bildet sich eine Mehrheit für den Zarenmord.

#### Zweites Bild
Paul und seine Geliebte Anna Gagarin haben sich in ihrem Zimmer getroffen. Paul schwelgt in Kindheitserinnerungen und verflucht seinen Sohn Alexander wegen seines Verrats. Aber er vertraut auf die Treue seine Truppen und auch auf Graf Pahlen. Annas Warnungen wiegelt er ab.

### Fünfter Akt

#### Erstes Bild
Die Verschwörer überraschen Paul in seinem Schlafgemach und präsentieren ihm die Entsagungserklärung. Doch Paul lehnt die Unterzeichnung ab. Schließlich wird er mit seiner eigenen Schärpe erwürgt.

#### Zweites Bild
Paul ist von den Verschworenen übel zugerichtet worden. Alexander erfährt es von seiner Mutter, die sich heimlich zum Leichnam ihres Mannes geschlichen hat. Alexander ist wie gelähmt, wird aber von Graf Pahlen dazu gezwungen, gute Miene zum bösen Spiel zu machen und vor dem Volk auszurufen: „Seine Majestät der Kaiser ist gestorben… bei mir wird alles wie bei Großmütterchen…“ (also wie bei Katharina II.) Der Metropolit Ambrosius segnet ihn, aber er ist noch immer unzurechnungsfähig und muss, unter den Hurra-Rufen der Truppen, von den Verschworenen vom Platz weggeführt werden.

## Volltext
- das Stück im russischen Original bei lib.ru

## Ausgaben
D. S. Mereschkowski: Kaiser Pauls Tod. Tragödie in fünf Aufzügen. Deutsch von August Scholz. Berlin: J. Ladyschnikow Verlag 1908.